# 第217回国会
第217回国会（だい217かいこっかい）とは、2025年（令和7年）1月24日に召集された通常国会である。会期は6月22日までの150日間。

## 概要
2025年度予算案や、政治資金パーティー収入の裏金問題を受けた政治改革などの審議が行われた。
閉幕後には第27回参議院議員通常選挙が予定されている。

### 2025年度予算案
2025年度の予算案（修正前の当初案）は一般会計の総額が115兆5415億円。当初予算としては3年連続で110兆円を超え、2023年度の114兆3800億円を上回って過去最大。財源の4分の1を国債に頼る。
石破茂首相（自由民主党総裁）は1月19日、NHKの番組で「少数与党であり、野党に賛成をしてもらわないと法案も新年度予算案も通らない。それぞれのテーマで多くの党に賛成してもらうことを目指し、野党を支持する国民が『そうだよね』と思う環境をつくることが大事だ」とし、野党の賛同を得たい考えを見せた。
1月31日、衆議院予算委員会で実質的な審議入り。少数与党での本予算案審議は1994年に日本社会党が連立から離脱した羽田孜政権下以来で31年ぶり。
2月5〜7日、同委員会で予算案の省庁別審査を実施。府省庁を6つのグループに分け専門的な質疑を審議前半に行うもので、予算案の修正も視野に充実審議を求める立憲民主党など野党が提案していた。
2月25日、自由民主党・公明党・日本維新の会は党首会談で、維新が主張する教育無償化や社会保険料の負担軽減策について合意。予算案は修正され、維新が賛成し成立する見通しとなった。
2月28日、自由民主党・公明党が予算の修正案を国会に提出。日本維新の会との合意内容を反映したうえ、「年収103万円の壁」を見直し所得税の課税最低限を160万円へ引き上げることを盛り込み、税収減により一般会計の総額を政府案から3400億円程度減らして115兆2000億円程度に修正。
3月4日、予算委員会で採決され、予算案（当初案）と自由民主党・公明党提出の修正案が自民・公明両党と日本維新の会の賛成多数で可決。その後の本会議で修正後の予算案が可決、衆議院を通過。
3月7日、政府は高額療養費制度の負担上限額について、8月に予定していた引き上げを見送る方針を固め、与党と予算案の取り扱いについて調整を開始。
3月31日、参議院予算委員会で採決され、衆議院で修正後の予算案は自民・公明両党と日本維新の会の賛成多数で、高額療養費の見直しの先送りを盛り込んだ再修正案は全会一致でいずれも可決。その後の本会議で再修正後の予算案が可決され衆議院に回付。衆議院本会議で再修正に同意し、成立した。

### 政治改革

#### 企業・団体献金
第216回国会で、自由民主党と立憲民主党は企業・団体献金の是非について今国会会期中の3月末までに結論を得ると申し合わせた。
1月31日、自由民主党は企業・団体献金を禁止せず、透明性を確保するための政治資金規正法改正案を衆議院に提出。各政党ごとに企業・団体から受けた寄付の総額と、年間1000万円を超える寄付をした企業・団体の名称や金額を総務省が公表するほか、法人や団体が寄付やパーティー券の購入を行う際に、構成員の意思を尊重するよう配慮する規定を設けるとしている。
3月11日、日本共産党は企業・団体による寄付を禁止し、政治資金パーティー収入も寄付とみなして禁止するほか、企業・団体による寄付のあっせんを禁止する法案と政党助成金を廃止する法案を参議院に提出。
3月19日、立憲民主党・日本維新の会・参政党・社会民主党・有志の会は企業・団体献金を禁止する政治資金規正法の改正案を衆議院に提出。企業や労働組合などから政党・政治資金団体への寄付を禁止。政治団体からの献金額は年間6000万円までに制限。同じ政党・団体への献金額は年間2000万円の上限を設ける。立憲と維新がそれぞれ提出していた独自の法案は取り下げ、野党間で一本化。公明党と足並みをそろえる国民民主党は不参加。独自案を提出している日本共産党や、れいわ新選組も参加していない。
3月31日、自由民主党・公明党・国民民主党は、政党支部が収支報告書をオンラインで提出し、インターネット上で公開することを条件に、企業・団体からの献金を存続させることで合意。公明と国民は献金の受け取り対象を政党本部と都道府県組織に限る規制強化策を検討していたが、難色を示す自民に大幅に譲歩。一方で献金した企業・団体の名称を公開する基準額は自民案の1000万円超から5万円超に引き下げることで合意。
各党の主張の差が埋まらないまま上記の申し合わせの期限が経過。4月18日、自由民主党と立憲民主党は改めて5月の連休明けから協議を行うと合意したが、会期中に結論は出なかった。

#### 旧文通費
第216回国会で、国会議員に支給される調査研究広報滞在費（旧文書通信交通滞在費）について、使途の公開と残金の返納を盛り込んだ国会議員歳費法の改正案が成立。8月1日に施行されるが、公開の範囲や方法、頻度、人件費や出張経費など使途として認められる細目など具体策は先送りとなっており、今国会で詰めの検討が行われた。
4月24日に衆議院議院運営委員会で、翌25日には参議院議院運営委員会で、細目を定めた規程を決定。
使途については選挙活動に充てることを禁止。議員は毎年5月末までに前年の報告書を議長に提出。1万円超の支出については、相手先や金額、年月日、目的を記載。領収書の写しも添付する。11月までにインターネットで公開。3年間閲覧できるようにする。残金は20日以内に返還。辞職や衆院解散などで議員の身分を失った場合は5カ月以内に報告書を提出し、残額も返還する。

## 各党・会派の議席数
| 計465、2025年（令和7年）5月14日時点 - 自由民主党・無所属の会 - 196 - 立憲民主党・無所属 - 148 - 日本維新の会 - 38 - 国民民主党・無所属クラブ - 27 - 公明党 - 24 - れいわ新選組 - 9 - 日本共産党 - 8 - 有志の会 - 4 - 参政党 - 3 - 日本保守党 - 3 - 無所属 - 5 - 欠員 - 0 | 計248、2025年（令和7年）6月21日時点 - 自由民主党 - 113 - 立憲民主・社民・無所属 - 41 - 公明党 - 27 - 日本維新の会 - 17 - 国民民主党・新緑風会 - 12 - 日本共産党 - 11 - れいわ新選組 - 5 - 沖縄の風 - 2 - NHKから国民を守る党 - 2 - 各派に属しない議員 - 9 - 欠員 - 9 |

## 今国会の動き

### 召集前

#### 2024年
- 12月26日 - 政府は次期国会を2025年1月24日に召集する方針を固め、自由民主党に伝達[25]。
- 12月27日
  - 政府は2025年度予算案を閣議決定[26]。
  - 自由民主党の足立敏之参議院議員が死去[27]。

#### 2025年
- 1月8日 - 自由民主党の坂本哲志国会対策委員長は次期国会で政府が法案60本と条約承認案13本を提出すると表明[28]。
- 1月10日 - 自由民主党・無所属の会の三反園訓・広瀬建両衆議院議員が自由民主党に入党[29]。
- 1月14日
  - 衆参両院の議院運営委員会の理事会で林芳正官房長官が24日に通常国会を召集し新年度予算案を提出すると伝達[30][31]。
  - 政府が通常国会の召集を閣議決定[30][31]。
- 1月20日
  - 足立敏之の死去を受け、参議院比例区で自由民主党の小川克巳が繰上げ当選[32]。
  - 宮口治子参議院議員が立憲民主党に離党届を提出[33]。
- 1月21日～1月22日 - 自由民主党・公明党の政務調査会長が、立憲民主党・日本維新の会・国民民主党の政務調査会長と個別に会談。予算案や各党が実現を求める政策について協議[34][35][36]。

### 会期中
- 1月24日 - 召集[31]。
  - 政府が2025年度予算案を提出[37]。
  - 衆参両院の本会議で石破茂首相の施政方針演説を始め政府四演説を実施[38]。
- 1月27日～1月29日 - 衆参両院の本会議で代表質問[39][40]。質問者と順序は以下のとおり。
  - 27日午後 衆議院：野田佳彦（立憲民主党代表）、森山裕（自由民主党幹事長）、亀井亜紀子（立憲民主党）、前原誠司（日本維新の会共同代表）[41]
  - 28日午前 参議院：水岡俊一（立憲民主党参議院議員会長）、武見敬三（自由民主党参議院議員会長）[42]
  - 28日午後 衆議院：重徳和彦（立憲民主党政務調査会長）、西岡秀子（国民民主党）、斉藤鉄夫（公明党代表）、大石晃子（れいわ新選組共同代表兼政策審議会長）、田村智子（日本共産党中央委員会幹部会委員長）[42]
  - 29日午前 参議院：竹谷とし子（公明党代表代行）、浅田均（日本維新の会参議院会長）[43]
  - 29日午後 参議院：川合孝典（国民民主党参議院幹事長）、小池晃（日本共産党中央委員会書記局長）、熊谷裕人（立憲民主党）、比嘉奈津美（自由民主党）、山本太郎（れいわ新選組代表）[43]
- 1月28日 - 立憲民主党は従来型の健康保険証の新規発行を復活させる法案を衆議院に提出[44]。
- 1月29日 - 立憲民主党と国民民主党は2024年度の介護報酬改定で報酬を引き下げられた訪問介護事業者を支援する法案を衆議院に共同提出[45]。
- 1月30日 - 立憲民主党・日本維新の会・国民民主党は介護や障害福祉の従事者の賃金を月1万円上乗せするため事業者に助成金を支給する処遇改善法案を衆議院に共同提出[46]。
- 1月31日
  - 衆議院予算委員会で2025年度予算案が実質的な審議入り[47]。
  - 自由民主党は政治資金規正法の改正案を衆議院に提出[12]。
- 2月5日～2月7日 - 衆議院予算委員会で2025年度予算案の省庁別審査[6]。
- 2月14日 - 宮口治子参議院議員が会派「立憲民主・社民・無所属」を退会[48]。
- 2月19日 - 立憲民主党は医療費が高額となる場合に患者の自己負担額を抑える高額療養費制度について、政府が8月から開始する予定の負担上限額の引き上げを凍結する法案を衆議院に提出[49]。
- 2月25日 - 衆議院予算委員会で2025年度予算案に関する中央公聴会[50]。
- 2月27日 - 衆議院予算委員会は東京都内のホテルで自由民主党旧安倍派の会計責任者に対し非公開で参考人聴取。
- 3月4日
  - 2025年度予算案が自由民主党・公明党の提案による修正のうえ衆議院を通過、参議院へ送付[51]。
  - 自由民主党・立憲民主党・日本維新の会・公明党・国民民主党・参政党・日本保守党が提出した、選挙ポスターに品位を損なう内容の記載を禁止する公職選挙法改正案が衆議院を通過、参議院へ送付。付則には候補者が当選を目指さず他の候補者を応援する、いわゆる2馬力選挙や、SNS上の偽・誤情報への対策について必要な措置を講ずると明記[52]。
  - 所得税の課税最低限である「年収103万円の壁」の見直しなどを盛り込んだ2025年度税制改正関連法案[53]が修正のうえ衆議院を通過、参議院へ送付。
- 3月14日 - 参議院予算委員会で石破茂首相（自由民主党総裁）は、党所属の1回生議員に10万円相当の商品券を渡していたことについて「政治資金規正法にも公職選挙法にも抵触するものではない」「（回数は）おそらく両手で数えて足りるか足りないかぐらい」と述べ「国民への思いが至らなかった点は深くお詫びを申し上げる」と陳謝[54]。
- 3月26日 - 改正公職選挙法が成立[55]。
- 3月31日
  - 2025年度予算案が再修正と衆議院への回付を経て成立。
  - 2025年度税制改正関連法が成立。
- 4月10日 - 国民民主党は30歳未満を対象とする「若者減税法案」を衆議院に提出[56]。
- 4月16日 - 梅村みずほ参議院議員が日本維新の会に離党届を提出[57]。27日、受理[58]。
- 4月21日 - 参議院予算委員会で自由民主党派閥の政治資金問題をめぐり、旧安倍派幹部だった世耕弘成衆議院議員の参考人聴取。同委員会による現職の国会議員の参考人招致は初めて[59]。
- 4月23日 - 国家基本政策委員会合同審査会で石破茂首相（自由民主党総裁）と立憲民主党の野田佳彦代表、日本維新の会の前原誠司共同代表、国民民主党の玉木雄一郎代表が党首討論[60]。
- 4月28日 - 平岩征樹衆議院議員が国民民主党に離党届を提出[61]。5月14日、受理[62]。
- 4月30日 - 立憲民主党は選択的夫婦別姓制度を導入するための民法の改正案を衆議院に提出[63]。
- 5月15日 - 参議院会派NHKから国民を守る党がNHK党に会派名を変更[64]。
- 5月19日 - 日本維新の会は旧姓を法的に通称使用できるようにする法案を衆議院に提出[65]。
- 5月21日 - 国家基本政策委員会合同審査会で石破茂首相（自由民主党総裁）と立憲民主党の野田佳彦代表、日本維新の会の前原誠司共同代表、国民民主党の玉木雄一郎代表が党首討論[66]。
- 5月26日 - 参議院会派NHK党がNHKから国民を守る党に会派名を変更[67]。
- 5月27日 - 衆議院予算委員会で自由民主党派閥の政治資金問題をめぐり、旧安倍派幹部だった下村博文元同院議員の参考人聴取[68]。
- 5月28日 - 国民民主党は選択的夫婦別姓制度を導入するための民法の改正案を衆議院に提出[69]。
- 6月11日 - 国家基本政策委員会合同審査会で石破茂首相（自由民主党総裁）と立憲民主党の野田佳彦代表、日本維新の会の前原誠司共同代表、国民民主党の玉木雄一郎代表が党首討論。野党の提案を踏まえ、初めて午後6時から開催[70]。
- 6月13日 - 「年収106万円の壁」の撤廃などを盛り込んだ年金制度改革関連法[71]が修正のうえ成立。
- 6月18日 - 衆議院本会議で、ガソリン税の暫定税率廃止法案の審議に応じなかったとして立憲民主党、日本維新の会、国民民主党などが提出した井林辰憲財務金融委員長に対する解任決議案が賛成多数で可決。衆議院で常任委員長の解任決議が可決されるのは現行憲法下で初[72]。後任に立憲民主党の阿久津幸彦を野党各党の賛成多数で選出[73]。
- 6月20日
  - 立憲民主党、日本維新の会、国民民主党、日本共産党、参政党、日本保守党、社会民主党が提出した、7月からガソリン税の暫定税率を廃止する法案[74]が野党の賛成多数で衆議院を通過、参議院へ送付[75]。
  - 無所属の鈴木宗男参議院議員が辞職[76]。
- 6月21日 - 参議院財政金融委員会でガソリン税の暫定税率廃止法案が審議入り。野党は採決を要求、自由民主党は審議不十分だとして拒否。三宅伸吾委員長は採決を行わず散会を宣告。継続審査の手続きを取っていないため会期末で廃案[77]。
- 6月22日 - 会期末[31]。